# Ante Marković
 
Ante Marković (n. 25 noiembrie 1924, Konjic, Federația Bosniei și Herțegovinei, Bosnia și Herțegovina – d. 28 noiembrie 2011, Zagreb, Croația) a fost un politician, om de afaceri și inginer croat și iugoslav. Marković a rămas cunoscut ca fiind ultimul prim-ministru al RSF Iugoslavia.

## Tinerețe
Marković, s-a născut în Konjic, pe atunci parte a Regatului Iugoslaviei, în prezent în Bosnia și Herțegovina, într-o familie de țărani săraci. În 1943 s-a alăturat Partidului Comunist din Iugoslavia și a luptat cu partizanii iugoslavi în al Doilea Război Mondial. A primit o diplomă în inginerie electrică de la Departamentul de Electrotehnică al Facultății Tehnice a Universității din Zagreb în 1954. A rămas la Zagreb, unde a fost director la KONČAR din 1961 până în 1984.

## Cariera politica

### Președinte al Croației
În 1986 a devenit președinte al Președinției Republicii Socialiste Croația succedându-i locul Emei Derosi-Bjelajac⁠(d). A deținut această funcție până în 1988, când a fost înlocuit de Ivo Latin.

### Prim-ministru al Iugoslaviei

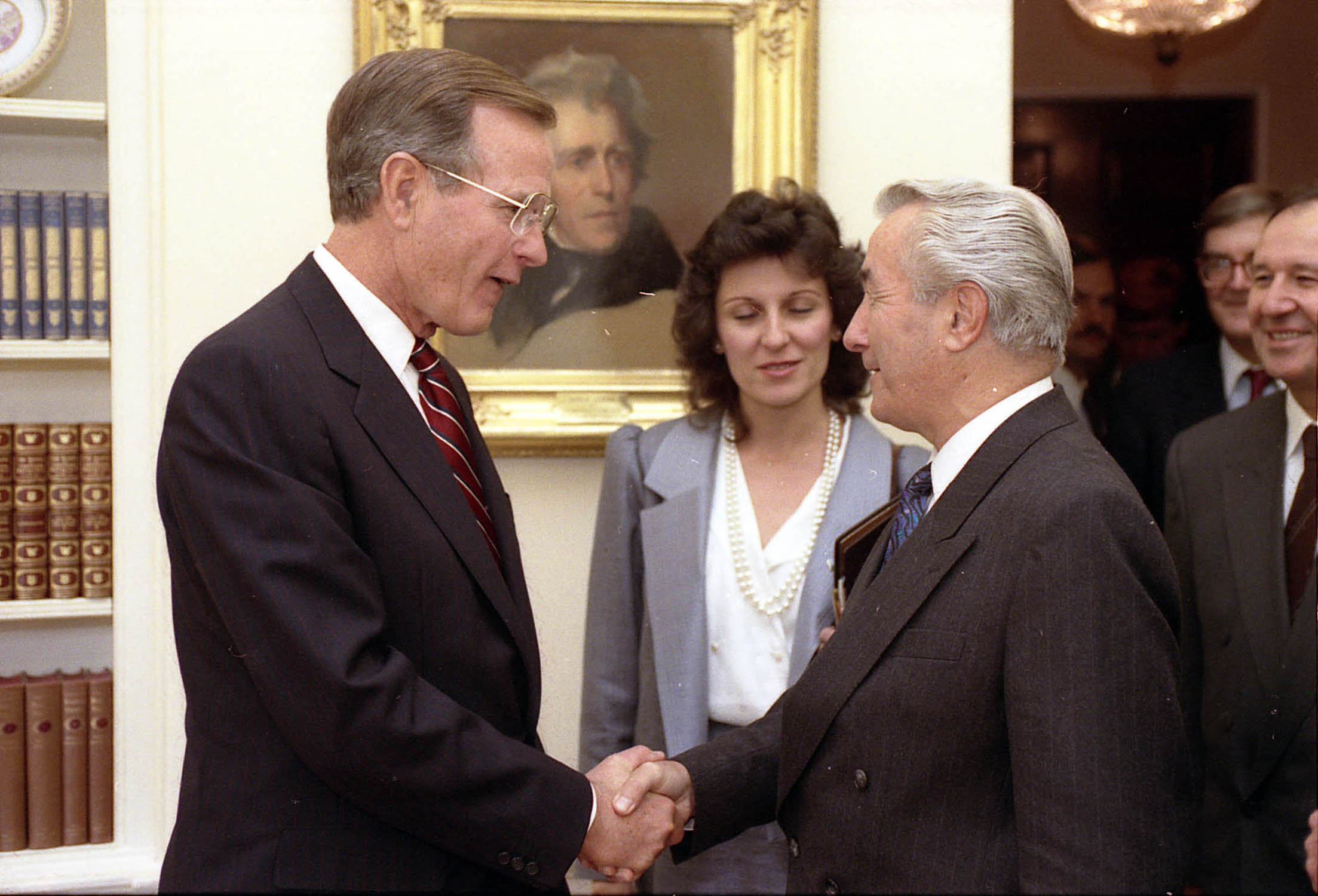
Marković la o întâlnire cu președintele american George HW Bush în 1989

A devenit prim-ministru în martie 1989, după demisia lui Branko Mikulić. După ce această decizie a fost făcută public, SUA s-au așteptat să lucreze mai îndeaproape, deoarece Marković era cunoscut „pentru a fi pro reformelor orientate spre piață”  – BBC a declarat că este „cel mai bun aliat al Washingtonului în Iugoslavia”. La sfârșitul anului, Marković a lansat un nou și ambițios program de reforme economice fără precedent, inclusiv stabilirea unui curs de schimb fix, privatizarea întreprinderilor de stat în faliment, precum și un program de liberalizare a comerțului. Ca urmare a reformelor sale economice inflația a fost stopată, ceea ce a dus la o creștere a nivelului de trai în Iugoslaviei. Cu toate acestea, efectul pe termen scurt al reformelor economice întreprinse de Marković a condus la un declin al sectorului industrial al Iugoslaviei. Numeroase falimente au avut loc pe măsură ce întreprinderile de stat s-au luptat să concureze într-un mediu de piață liberă, fapt care mai târziu a fost exploatat împotriva lui Marković de mulți dintre oponenții săi. Până în 1990, rata anuală de creștere a PIB a scăzut la −7,5%.
Marković a fost cel mai popular politician din Iugoslavia și și-a datorat popularitatea imaginii sale de politician modern după modelul occidental. A devenit o figură politică de frunte pentru cei care doreau ca Iugoslavia să fie transformată într-o federație democratică modernă. Marković și-a menținut, de asemenea, popularitatea, rămânând în afara certurilor din ce în ce mai virulente din cadrul conducerii Ligii Comuniștilor din Iugoslavia sau încercând să acționeze ca mediator între diferite republici.
Când Liga Comuniștilor din Iugoslavia s-a destrămat în ianuarie 1990, Marković nu avea de partea sa decât popularitatea și succesul aparent al programului său economic. În iulie 1990, a fondat Uniunea Forțelor de Reformă din Iugoslavia ( Savez reformskih snaga ), un partid politic care susținea o federație iugoslavă mai centralizată și aderarea la Comunitatea Europeană.
Această decizie nu a fost întâmpinată pozitiv. Borisav Jović, pe atunci președintele Președinției Iugoslaviei, a comentat:
Concluzia generală este că Ante Markovic nu mai este acceptabil sau de încredere pentru noi. Nimeni în mintea lor nu mai are nicio îndoială că el este brațul extins al Statelor Unite când vine vorba de a răsturna pe oricine care se gândește în vreun fel la socialism și tocmai prin voturile noastre l-am numit prim-ministru în Adunare. El joacă cel mai periculos joc de trădare.
Jović a concluzionat că Marković:
a fost fără îndoială cel mai activ creator al distrugerii economiei noastre și, în mare măsură, un participant semnificativ la destrămarea Iugoslaviei. Alții, când s-au mândrit că au destrămat Iugoslavia, au vrut să-și asume acest rol infam, dar în toate aceste privințe nu s-au apropiat niciodată de ceea ce a făcut Marković, care se declarase drept protagonistul supraviețuirii Iugoslaviei.

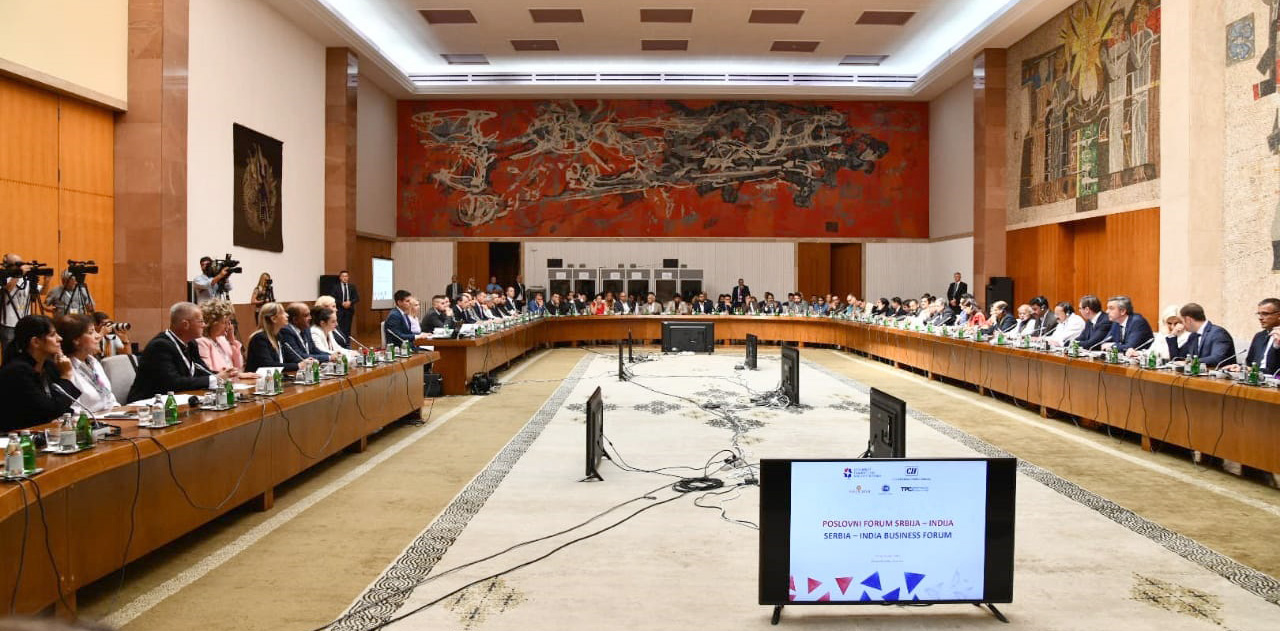
Una dintre camerele din interiorul Palatului Federației, sediul Consiliului Executiv Federal al RSF Iugoslavia

Mai târziu, programul său a fost sabotat de Slobodan Milošević care
a sigilat practic eșecul lui Markovic până în decembrie 1990, protejând în secret un împrumut ilegal în valoare de 1,7 miliarde de dolari de la banca principală a Serbiei pentru a-i ușura realegerea în acea lună. Împrumutul a subminat programul de austeritate economică al lui Markovic, anulând progresele care fuseseră făcute în ceea ce privea controlul ratei inflației în țară.
Christopher Bennet, a afirmat în Sfârșitul sângeros al Iugoslaviei că:
Banca a tipărit pur și simplu suma de bani de care Milošević a calculat că ar avea nevoie pentru a-și asigura victoria în alegeri, iar efectele acestui așa zis împrumut au început să se facă simțite câteva săptămâni mai târziu, când inflația a reizbucnit în întreaga țară. De îndată ce economia și-a reluat traiectul descendent, Marković și-a dat seama că încercarea sa eșuase [. . . ]

Autoritatea guvernului federal a fost și mai mult diminuată de mișcările secesioniste din Slovenia și Croația . În ultimele luni ale mandatului său, Marković a încercat să găsească un compromis între secesioniști și cei care au cerut ca Iugoslavia să rămână o singură entitate. Eforturile sale, deși au fost favorizate de guvernele din Bosnia și Herțegovina și Macedonia, au eșuat în cele din urmă, deoarece Armata Populară Iugoslavă, care ar fi trebuit să servească interesele guvernării la nivel înalt, a fost de partea lui Milošević. Frustrat și impotent din punct de vedere politic, Marković a spus guvernului său în septembrie 1991 că a adunat informații dintr-o ascultare telefonică care a ajuns în posesia sa, în care era detaliat un plan de împărțire a Bosniei și Herțegovinei: 

Linia de comunicare a fost clar stabilită [între guvernul sârb, armată și politicienii sârbi din Bosnia]. Știu pentru că l-am auzit pe Slobodan Milošević dând ordin lui Radovan Karadžić să ia legătura cu generalul Uzelac și să ordone, în urma hotărârilor ședinței ierarhiei militare, ca armele să fie distribuite și ca regiunile controlate din Krajina și Bosnia să fie înarmate și folosite în realizarea planului RAM.
Înainte de a demisiona în decembrie 1991, Markovic a susținut Planul Carrington de a transforma Iugoslavia într-o confederație liberă de state ca mijloc de a preveni o nouă escaladare a războaielor iugoslave. În cele din urmă, toate eforturile sale nu au reușit să oprească dezintegrarea violentă a Iugoslaviei .

## Tentativa de asasinat
În jurul orelor prânzului zilei de 7 octombrie 1991, Marković sa întâlnit cu Stjepan Mesić, pe atunci președintele președinției Iugoslaviei și cu Franjo Tuđman, pe atunci președintele Croației, în Banski dvori. Scopul întâlnirii a fost de a-l convinge pe Marković să-și părăsească poziția de șef al guvernului federal iugoslav și să susțină independența Croației. La scurt timp după, armata populară iugoslavă a încercat să-l asasineze pe Marković împreună cu conducerea aleasă democratic a Croației prin bombardarea clădirii Banski dvori. Marković l-a acuzat imediat pe ministrul iugoslav al apărării, Veljko Kadijević, și a refuzat să se întoarcă la Belgrad până când Kadijević și-a dat demisia din funcție.

## După 1991
După destrămarea Iugoslaviei, Marković a dispărut din viața publică și a decis să lucreze în Austria în calitate de consilier economic. În 1993 au existat zvonuri că el a fost alegerea lui Tuđman pentru funcția de prim-ministru croat, datorită expertizei sale economice. În cele din urmă, postul i-a revenit lui Nikica Valentić, care a elaborat multe dintre aceleași reforme economice pe care le-a făcut Marković în timpul mandatului de premier.
La începutul anilor 2000, a lucrat ca și consilier economic al guvernului macedonean. La sfârșitul anilor 2000, a lucrat ca și consilier economic al guvernului Bosniei și Herțegovinei.
Marković s-a implicat, de asemenea în afaceri și și-a petrecut cea mai mare parte a timpului în Sarajevo, construind blocuri de apartamente de lux și mici hidrocentrale.
El s-a prezentat ca martor în cadrul procesului lui Slobodan Milošević la TPII în 2003. Această apariție a pus capăt celor 12 ani de tăcere; după această mărturie, el a acordat un interviu revistei de știri Globus din Zagreb. În mărturia sa, el a declarat că Milošević se străduiase în mod evident să creeze o Serbie Mare din ruinele Iugoslaviei. El a mai dezvăluit că atât Milošević, cât și Tuđman i-au confirmat că în martie 1991 la Karađorđevo au încheiat un acord de împărțire a Bosniei și Herțegovinei. Milošević a răspuns dând vina pe Marković pentru intervenția armatei iugoslave în Slovenia.
Marković a negat că ar fi ordonat intervenția în Slovenia, declarând că aceasta se afla în afara mandatului său ca prim ministru al Iugoslaviei.
Marković a murit în primele ore ale zilei de 28 noiembrie 2011, după o scurtă boală, la vârsta de 87 de ani.Ante Marković a fost înmormântat la Dubrovnik. La înmormântarea sa au participat fostul președinte croat Stjepan Mesić, președintele Republicii Srpska Milorad Dodik, regizorul Emir Kusturica, printre mulți alții. Saborul (parlamentul) croat a transmis și condoleanțe familiei lui Ante Marković.